# 天主教莫斯科總教區
天主教莫斯科總教區，又稱莫斯科天主之母總教區（拉丁語：Archidioecesis Moscoviensis Matris Dei），是天主教會以俄羅斯首都莫斯科為中心的一個總教區。宗座署理區於1991年成立，2002年2月11日升格為總教區。總教區下轄薩拉托夫、伊爾庫茨克和新西伯利亞三個教區。總教區於2007年時有200,000名教友，佔轄區總人口0.3%。總教區有63個堂區、135名司鐸、2名終身執事、133名修士和138名修女。
現任總主教為保祿·佩齊，輔理主教為尼古拉·根納季維奇·杜比寧。